# Бајрам Цури (град)
Бајрам Цури (алб. Bajram Curri) је град на планинском северу Албаније у округу Кукеш у близини границе са Србијом. Град је добио име по Бајраму Цурију, албанском борцу који се борио за етничке Албанце против Турака, а касније и против албанске владе, припаднику Призренске лиге, вођи качака и политичару из раног 20. века. До 1952. године место се звало Кољгецај. Град се налази у Националном парку Валбоне и главни је приступни пут до туристичких знаменитости и села Валбонске долине која се налази у пределу Проклетија.

## Историја
Тропоје је основано од стране племена Бериша и био је центар комерцијалне тровине од истока (долина Косова) до запада (Скадарски вилајет) како би увозили производе са Јадранског мора. Један од главних трговинских добара била је со, која се мењала за пољопривредне производе. Због географског значаја, Тропоје је био средиште високих планина познатог и старог града Ђаковице. "Тропоје е Вјетер" је такође назив проласка, који пролази кроз планине, где људи из читавог краја иду током лета да се опусте и воде стоку на испашу на зелена поља. У савременим временима, ове висоравни привлаче туристе, посебно оне из Европе и Израела.

## Географија
Бајрам Цури се налази у долини реке Валбоне. То је главна приступна тачка на путу до села Валбона и Рогам. Вода из планина се улива и у воде реке Валбоне, због чега је позната по томе што има најјасније речне воде у Албанији.
 
На реформи локалне самоуправе из 2015. постала је одсек и седиште општине Тропоје.

## Демографија
Према попису из 2011. године, укупан број становника је износио 5.340.

## Економија
Тропоје има много пољопривредних производа и позната је по кестенима, јабукама, орасима, грожђу, а нарочито по боровницама.
У Тропоје су откривене велике резерве платине, родијума, рутенијума, паладијума, иридијума и осмијума.
Албански, италијански и кинески инжењери, сугеришу да ће ова област имати више од 500 милиона тона хромове руде и више од две милијарде тона оливина, при чему платина износи 5-7 грама по тону. Ово гигантско тело руде је једно од највећих на свету.